# Elena Bertocchi
Elena Bertocchi (née le 19 septembre 1994 à Milan) est une plongeuse italienne.

## Carrière
Elle est médaillée de bronze au tremplin de 1 m lors des Championnats du monde 2017 à Budapest.
Avec Chiara Pellacani, elle remporte le titre du tremplin de 3 m lors des Championnats d’Europe 2018.
Elle est médaillée d'or au tremplin de 1 m lors des Championnats d'Europe de natation 2020 à Budapest.

## Palmarès

### Championnats du monde
- Championnats du monde 2017 à Budapest :
  -  Médaille de bronze du plongeon individuel à 1 m.

### Championnats d'Europe
- Championnats d'Europe de natation 2016 à Londres :
  -  Médaille d'argent du plongeon individuel à 1 m.
- Championnats d'Europe de natation 2018 à Glasgow :
  -  Médaille d'or du plongeon synchronisé à 3 m (avec Chiara Pellacani).
  -  Médaille de bronze du plongeon individuel à 1 m.
- Championnats d'Europe de natation 2020 à Budapest :
  -  Médaille d'or du plongeon individuel à 1 m.
  -  Médaille d'argent du plongeon synchronisé à 3 m (avec Chiara Pellacani).
- Championnats d'Europe de natation 2022 à Rome :
  -  Médaille d'or du plongeon individuel à 1 m.
  -  Médaille d'argent du plongeon synchronisé à 3 m (avec Chiara Pellacani).

### Jeux européens
- Jeux européens de 2023 à Rzeszów :
  -  Médaille de bronze du plongeon synchronisé à 3 m (avec Chiara Pellacani).